# 팡위안향

팡위안 향의 위치

팡위안향(한국어: 방원향, 중국어: 芳苑鄉, 병음: Fāngyuàn Xiāng)은 중화민국 장화 현의 향이다. 넓이는 91.3827km2이고, 인구는 2015년 8월 기준으로 34,399명이다.

## 지리
장화 현의 서남쪽에 위치하고 서쪽은 타이완 해협에 접하며 줘수이시(濁水溪)의 선상지 상단에 위치해 지세는 낮고 평평하다. 열대 몬순 기후에 속하며 연 강수량은 1000~1200mm이다.

## 역사
예전에는 번알(番挖)이라고 했고 1920년에 지세에 연관되어 일본어 지명인 스나야마(沙山庄)로 고쳐졌지만 전후에 번알과 음이 가까운 팡위안으로 개칭 되었다.